# 39º Congresso degli Stati Uniti d'America
Il 39º Congresso degli Stati Uniti d'America, formato dal Senato e dalla Camera dei rappresentanti, costituì il ramo legislativo del governo federale statunitense dal 4 marzo 1865 al 4 marzo 1867. Si riunì a Washington durante gli ultimi mesi di presidenza di Abraham Lincoln e i primi due anni di amministrazione del suo successore, Andrew Johnson.
L'allocazione dei seggi alla Camera dei rappresentanti fu basata sul censimento del 1860; entrambe le camere ebbero una maggioranza repubblicana.

## Principali eventi
- 4 marzo 1865: seconda inaugurazione del Presidente Abraham Lincoln.
- 9 aprile 1865: resa delle forze confederate alla Appomattox Court House, che pose fine alla guerra civile americana
- 15 aprile 1865: assassinio del Presidente Abraham Lincoln; il Vicepresidente Andrew Johnson diventò Presidente
- 11 dicembre 1865: creazione del Comitato per le Appropriazioni della Camera e del Comitato per la Banca e il Commercio
- gennaio 1866: la cupola del secondo e attuale Campidoglio venne completata dopo 11 anni di lavori
- 24 luglio 1866: il Tennessee divenne il primo stato riammesso all'Unione dopo la guerra civile
- 5 novembre 1866: elezioni per la Camera dei rappresentanti
- 8 gennaio 1867: gli afroamericani ottennero il diritto di voto nel distretto di Columbia

## Emendamenti costituzionali
- 18 dicembre 1865: XIII emendamento della Costituzione degli Stati Uniti d'America venne dichiarato ratificato
- 13 giugno 1866: venne approvato un emendamento alla Costituzione sui diritti dei cittadini e l'eguale protezione della legge, e venne sottoposta ai Parlamenti statali per la ratifica[1]
  - emendamento poi ratificato il 9 luglio 1868, divenendo il XIV emendamento della Costituzione degli Stati Uniti d'America[2]

## Stati ammessi
- 24 luglio 1866: Tennessee riammesso nell'Unione
- 1º marzo 1867: Nebraska ammesso come 37º stato, sess. 2, ch. 36, 14 Stat. 391 (su veto presidenziale)

## Senato
| Appartenenza                  | Partito(La colonna colorata indica il partito di maggioranza) | Partito(La colonna colorata indica il partito di maggioranza) | Partito(La colonna colorata indica il partito di maggioranza) | Partito(La colonna colorata indica il partito di maggioranza) | Totale |         |
| ----------------------------- | ------------------------------------------------------------- | ------------------------------------------------------------- | ------------------------------------------------------------- | ------------------------------------------------------------- | ------ | ------- |
| Appartenenza                  |                                                               |                                                               |                                                               |                                                               | Totale |         |
| Appartenenza                  | Democratico                                                   | Repubblicano                                                  | Unionisti                                                     | Unionisti Incondizionati                                      | Totale | Vacanti |
| Fine del precedente congresso | 10                                                            | 33                                                            | 3                                                             | 4                                                             | 50     | 22      |
|                               |                                                               |                                                               |                                                               |                                                               |        |         |
| Inizio                        | 9                                                             | 39                                                            | 1                                                             | 1                                                             | 48     | 24      |
|                               |                                                               |                                                               |                                                               |                                                               |        |         |
| Fine                          | 8                                                             | 41                                                            | 3                                                             | 2                                                             | 54     | 20      |
|                               |                                                               |                                                               |                                                               |                                                               |        |         |
| Ultime percentuali di voto    | 15%                                                           | 76%                                                           | 6%                                                            | 4%                                                            |        |         |

## Camera dei rappresentanti
| Appartenenza                  | Partito(La colonna colorata indica il partito di maggioranza) | Partito(La colonna colorata indica il partito di maggioranza) | Partito(La colonna colorata indica il partito di maggioranza) | Partito(La colonna colorata indica il partito di maggioranza) | Partito(La colonna colorata indica il partito di maggioranza) | Totale |         |
| ----------------------------- | ------------------------------------------------------------- | ------------------------------------------------------------- | ------------------------------------------------------------- | ------------------------------------------------------------- | ------------------------------------------------------------- | ------ | ------- |
| Appartenenza                  |                                                               |                                                               |                                                               |                                                               |                                                               | Totale |         |
| Appartenenza                  | Democratico                                                   | Repubblicano                                                  | Repubblicani Indipendenti                                     | Unionisti                                                     | Unionisti Incondizionati                                      | Totale | Vacanti |
| Fine del precedente congresso | 72                                                            | 84                                                            | 2                                                             | 9                                                             | 16                                                            | 183    | 56      |
|                               |                                                               |                                                               |                                                               |                                                               |                                                               |        |         |
| Inizio                        | 40                                                            | 132                                                           | 1                                                             | 0                                                             | 10                                                            | 183    | 59      |
|                               |                                                               |                                                               |                                                               |                                                               |                                                               |        |         |
| Fine                          | 39                                                            | 135                                                           | 1                                                             | 4                                                             | 13                                                            | 192    | 51      |
|                               |                                                               |                                                               |                                                               |                                                               |                                                               |        |         |
| Ultime percentuali di voto    | 20%                                                           | 70%                                                           | 1%                                                            | 2%                                                            | 7%                                                            |        |         |

## Leadership

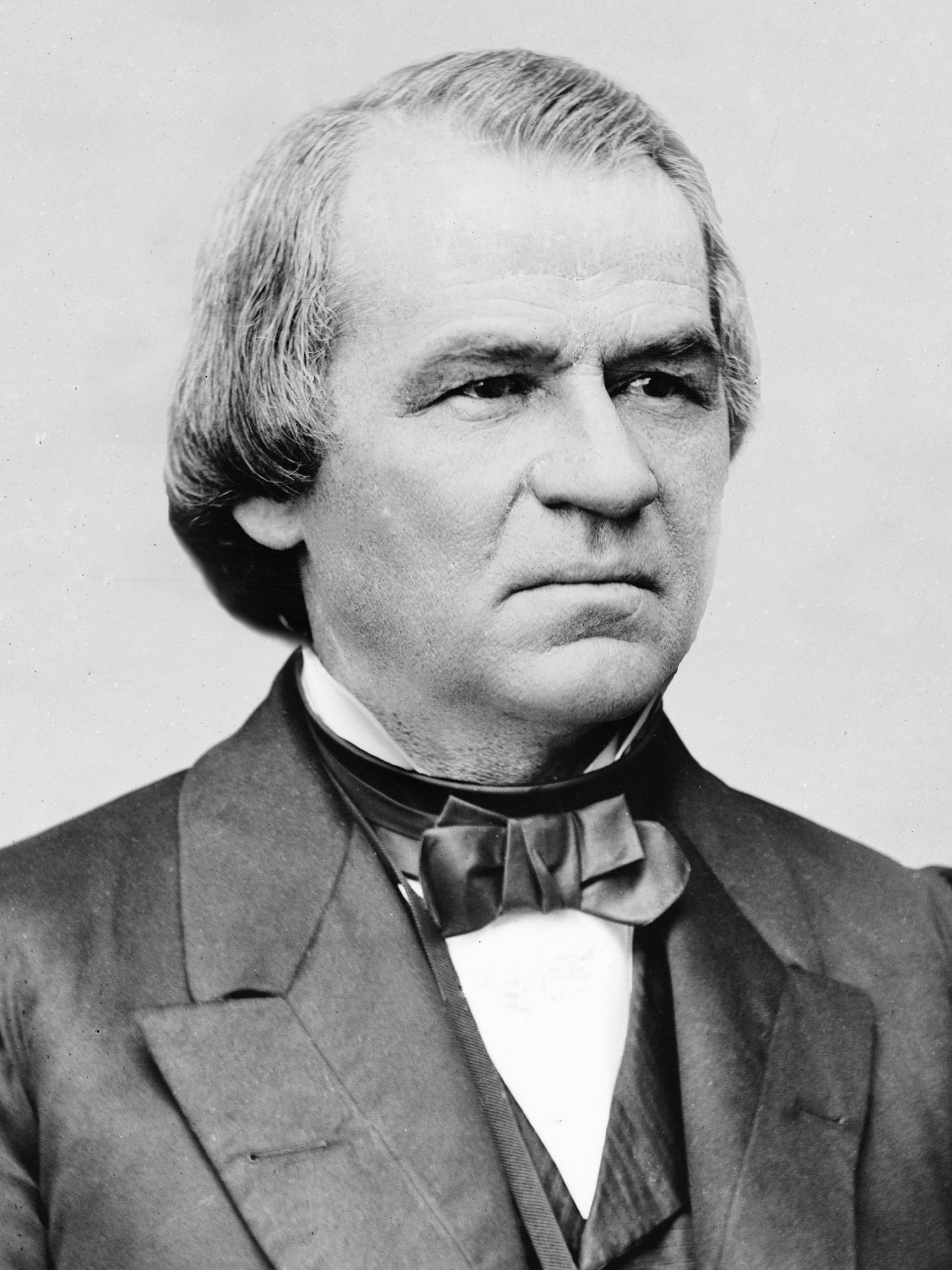
Il Presidente del Senato Andrew Johnson, fino al 15 aprile 1865

### Senato
- Presidente: Andrew Johnson (D), fino al 15 aprile 1865, poi vacante
- Presidente pro tempore: Lafayette S. Foster (R), fino al 2 marzo 1867
  - Benjamin F. Wade (R), eletto il 2 marzo 1867
- Presidente della Conferenza Repubblicana: Henry B. Anthony

### Camera dei rappresentanti
- Speaker: Schuyler Colfax (R)
- Presidente della Conferenza Repubblicana: Justin S. Morrill

## Membri

### Senato
2 democratici
     1 democratico ed 1 repubblicano
     2 repubblicani
     2 unionisti
     territori

Appartenenza partitica dei senatori all'inizio del 39º congresso nel marzo 1865. Le strisce verdi rappresentano gli unionisti e quelle versi gli Unionisti Incondizionati. I senatori del Nebraska e del Tennessee si unirono al Senato in seguito, nel corso della legislatura.
2 democratici
1 democratico ed 1 repubblicano
2 repubblicani
2 unionisti
territori

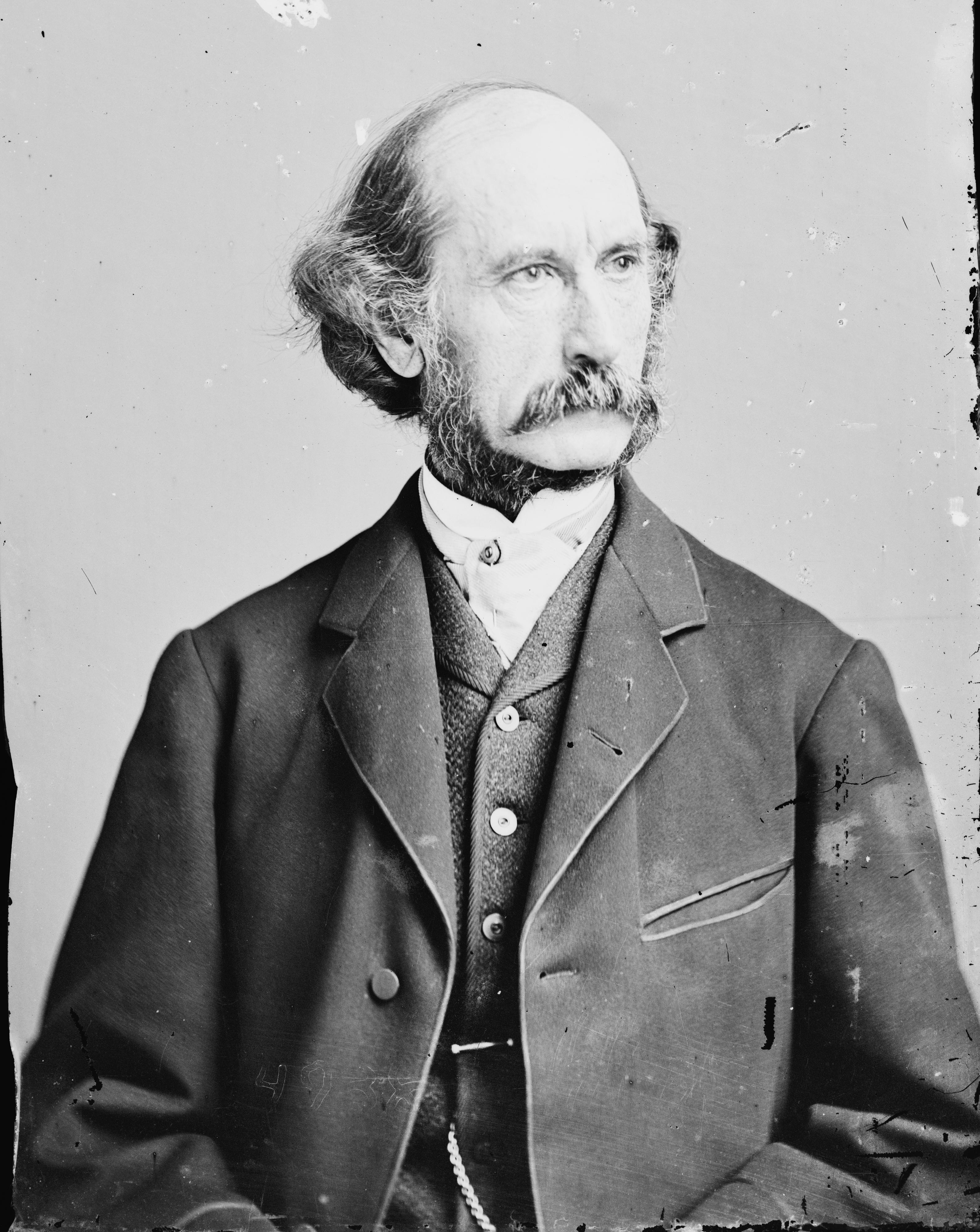
Presidente del Senato pro tempore Lafayette S. Foster, fino al 2 marzo 1867

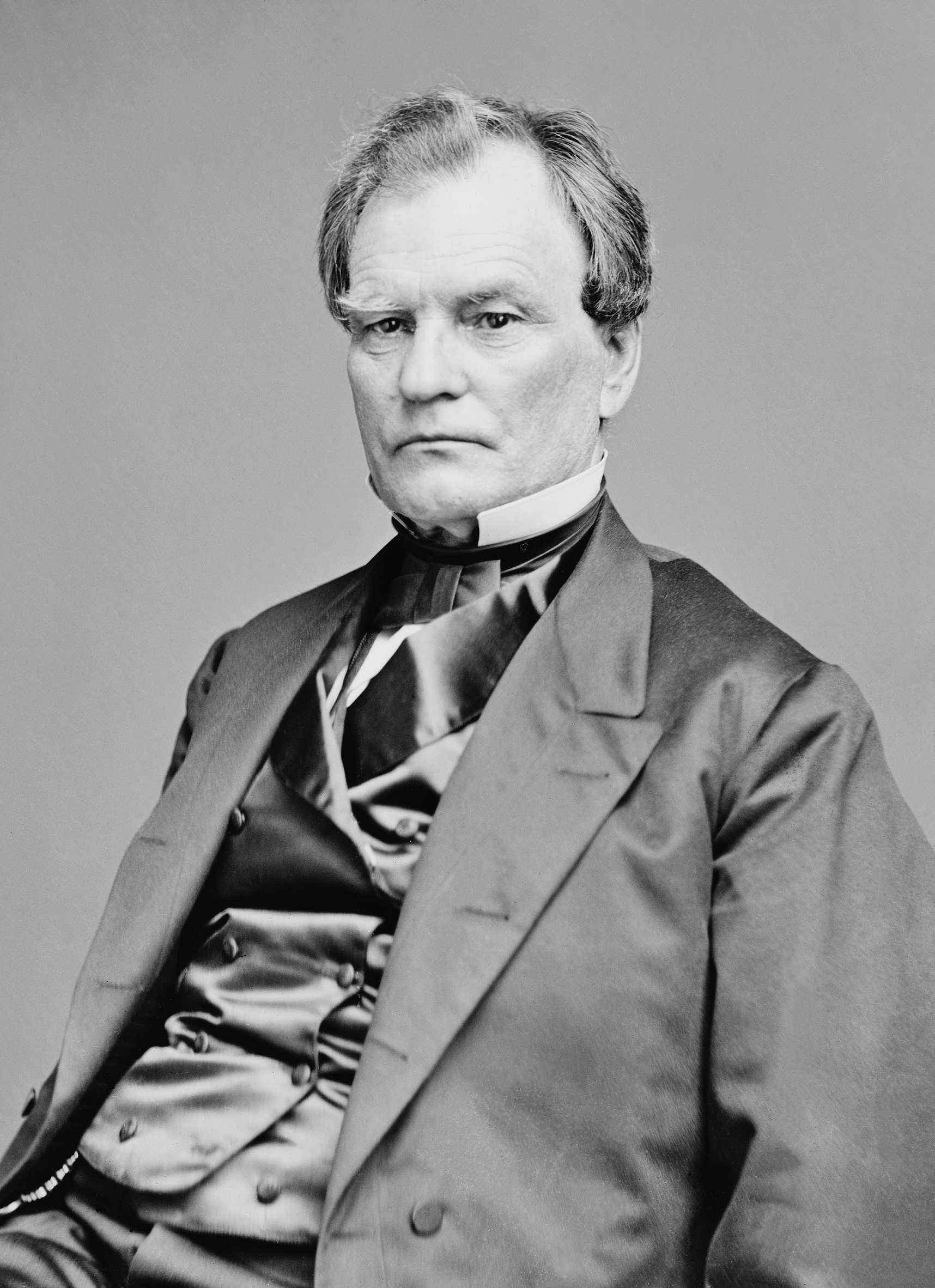
Presidente del Senato pro tempore Benjamin F. Wade, dal 2 marzo 1867

I senatori venivano eletti dai parlamenti statali ogni due anni, con un terzo dei senatori che iniziava il mandato di sei anni ad ogni Congresso. I nomi che precedono nella lista sotto corrispondono alle Classi, che indicano il ciclo della loro elezione. Nel 39º Congresso Classe 1 significa che il mandato era iniziato al Congresso precedente, con nuova elezione nel 1868; Classe 2 significa che il mandato era iniziato in questo Congresso, con rielezione nel 1870; Classe 3 significa che il termine del loro mandato era previsto alla fine di questo Congresso, con rielezione nel 1866.
Alabama
     2. Vacante
     3. Vacante
Arkansas
     2. Vacante
     3. Vacante
California
     1. John Conness (R)
     3. James A. McDougall (D)
Carolina del Nord
     2. Vacante
     3. Vacante
Carolina del Sud
     2. Vacante
     3. Vacante
Connecticut
     1. James Dixon (R)
     3. Lafayette S. Foster (R)
Delaware
     1. George Read Riddle (D)
     2. Willard Saulsbury Sr. (D)
Florida
      1. Vacante
      3. Vacante
Georgia
      2. Vacante
      3. Vacante
Illinois
     2. Richard Yates (R)
     3. Lyman Trumbull (R)
Indiana
     1. Thomas A. Hendricks (D)
     3. Henry S. Lane (R)
Iowa
     2. James W. Grimes (R)
     3. James Harlan (R), fino al 15 maggio 1865
     Samuel J. Kirkwood (R), dal 13 gennaio 1866
Kansas
     2. Jim Lane (R), fino all'11 luglio 1866
     Edmund G. Ross (R), dal 19 luglio 1866
     3. Samuel C. Pomeroy (R)
Kentucky
     2. James Guthrie (D)
     3. Garrett Davis (U)
Louisiana
     2. Vacante
     3. Vacante
Maine
     1. Lot M. Morrill (R)
     2. William P. Fessenden (R)
Maryland
     1. Reverdy Johnson (D)
     3. John A. J. Creswell (UU), dal 9 marzo 1865
Massachusetts
     1. Charles Sumner (R)
     2. Henry Wilson (R)
Michigan
     1. Zachariah Chandler (R)
     2. Jacob M. Howard (R)
Minnesota
     1. Alexander Ramsey (R)
     2. Daniel S. Norton (R)
Mississippi
     1. Vacante
     2. Vacante
Missouri
     1. John B. Henderson (R)
     3. B. Gratz Brown (R)
Nebraska
     1. Thomas Tipton (R), dal 1º marzo 1867 (nuovo stato)
     2. John M. Thayer (R), dal 1º marzo 1867 (nuovo stato)
Nevada
     1. William M. Stewart (R)
     3. James W. Nye (R)
New Hampshire
     2. Aaron H. Cragin (R)
     3. Daniel Clark (R), fino al 27 luglio 1866
     George G. Fogg (R), dal 31 agosto 1866
New Jersey
     1. William Wright (D), fino al 1º novembre 1866
     Frederick T. Frelinghuysen (R), dal 12 novembre 1866
     2. John P. Stockton (D), 15 marzo 1865 – 27 marzo 1866
     Alexander G. Cattell (R), dal 19 settembre 1866
New York
     1. Edwin D. Morgan (R)
     3. Ira Harris (R)
Ohio
     1. Benjamin F. Wade (R)
     3. John Sherman (R)
Oregon
     2. George H. Williams (R)
     3. James W. Nesmith (D)
Pennsylvania
     1. Charles R. Buckalew (D)
     3. Edgar Cowan (R)
Rhode Island
     1. William Sprague IV (R)
     2. Henry B. Anthony (R)
Tennessee
     1. David T. Patterson (U), dal 28 luglio 1866
     2. Joseph S. Fowler (U), dal 24 luglio 1866
Texas
     1. Vacante
     2. Vacante
Vermont
     1. Solomon Foot (R), fino al 28 marzo 1866
     George F. Edmunds (R), dal 3 aprile 1866
     3. Jacob Collamer (R), fino al 9 novembre 1865
     Luke P. Poland (R), dal 21 novembre 1865
Virginia
     1. Vacante
     2. Vacante
Virginia Occidentale
     1. Peter G. Van Winkle (UU)
     2. Waitman T. Willey (R)
Wisconsin
     1. James R. Doolittle (R)
     3. Timothy O. Howe (R)

### Camera dei rappresentanti
80–100% democratici
     80–100% repubblicani
     60–80% democratici
     60–80% repubblicani
     Fino al 60% democratici
     Fino al 60% repubblicani

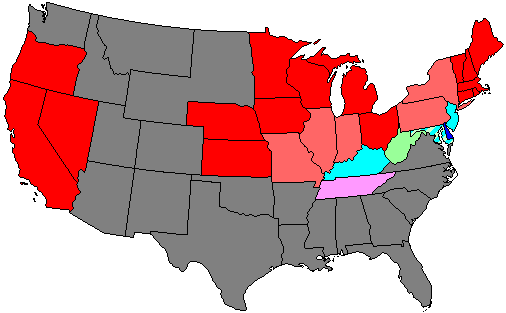
Seggi alla camera per partito in base alla maggioranza
80–100% democratici
80–100% repubblicani
60–80% democratici
60–80% repubblicani
Fino al 60% democratici
Fino al 60% repubblicani

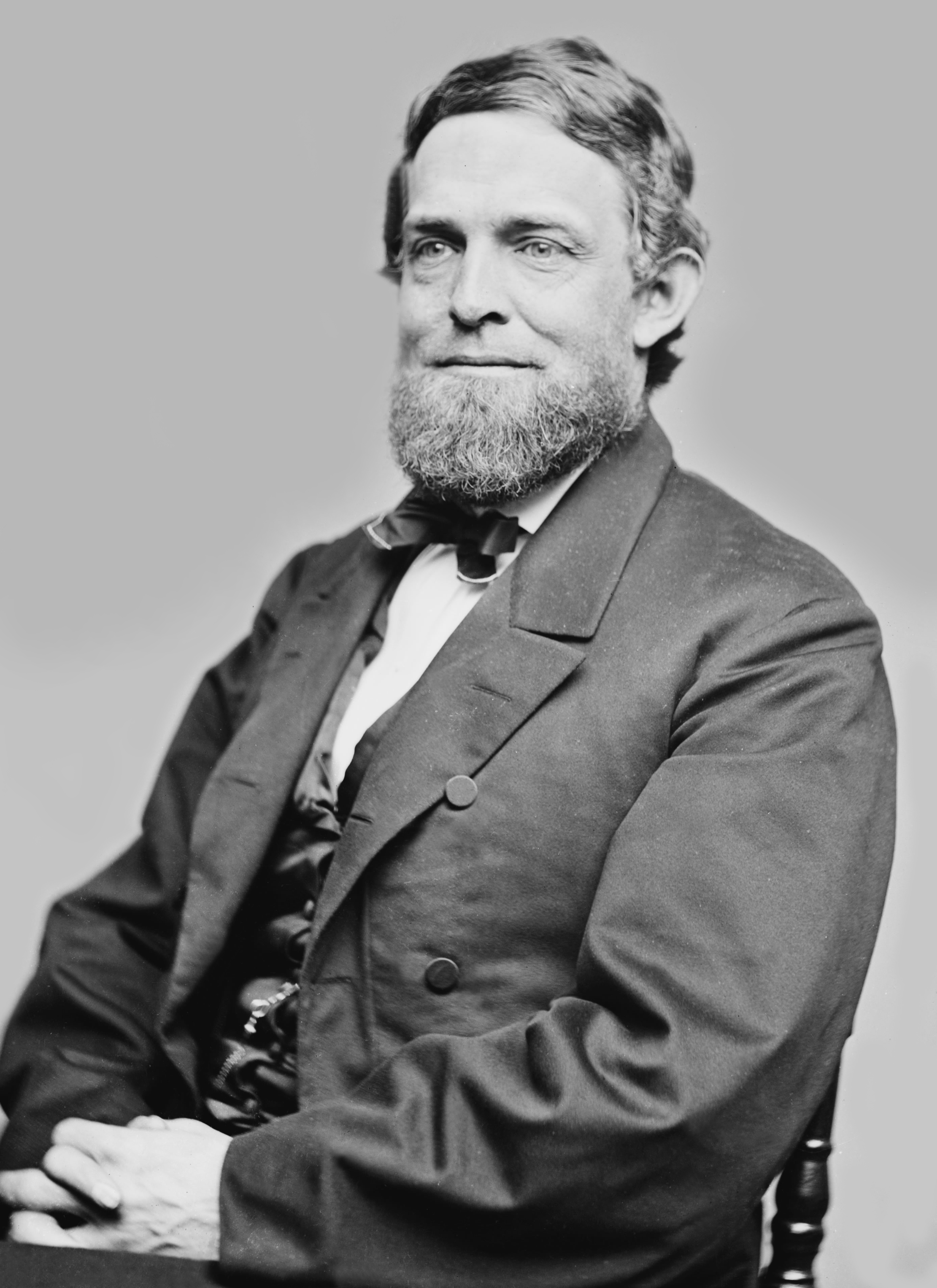
Lo Speaker della Camera
Schuyler Colfax

Il nome dei membri della Camera è preceduto dal numero del distretto.
Alabama
     1. Vacante
     2. Vacante
     3. Vacante
     4. Vacante
     5. Vacante
     6. Vacante
Arkansas
     1. Vacante
     2. Vacante
     3. Vacante
California
(3 repubblicani)
     1. Donald C. McRuer (R)
     2. William Higby (R)
     3. John Bidwell (R)
Carolina del Nord
     1. Vacante
     2. Vacante
     3. Vacante
     4. Vacante
     5. Vacante
     6. Vacante
     7. Vacante
Carolina del Sud
     1. Vacante
     2. Vacante
     3. Vacante
     4. Vacante
Connecticut
(4 repubblicani)
     1. Henry C. Deming (R)
     2. Samuel L. Warner (R)
     3. Augustus Brandegee (R)
     4. John H. Hubbard (R)
Delaware
(1 democratico)
     At-large. John A. Nicholson (D)
Florida
     At-large. Vacante
Georgia
     1. Vacante
     2. Vacante
     3. Vacante
     4. Vacante
     5. Vacante
     6. Vacante
     7. Vacante
Illinois
(11 repubblicani – 3 democratici)
     1. John Wentworth (R)
     2. John F. Farnsworth (R)
     3. Elihu B. Washburne (R)
     4. Abner C. Harding (R)
     5. Ebon C. Ingersoll (R)
     6. Burton C. Cook (R)
     7. Henry P. H. Bromwell (R)
     8. Shelby M. Cullom (R)
     9. Lewis W. Ross (D)
     10. Anthony Thornton (D)
     11. Samuel S. Marshall (D)
     12. Jehu Baker (R)
     13. Andrew J. Kuykendall (R)
     At-large. Samuel W. Moulton (R)
Indiana
(8 repubblicani – 3 democratici)
     1. William E. Niblack (D)
     2. Michael C. Kerr (D)
     3. Ralph Hill (R)
     4. John H. Farquhar (R)
     5. George W. Julian (R)
     6. Ebenezer Dumont (R)
     7. Daniel W. Voorhees (D), fino al 23 febbraio 1866
     Henry D. Washburn (R), dal 23 febbraio 1866
     8. Godlove S. Orth (R)
     9. Schuyler Colfax (R)
     10. Joseph H. Defrees (R)
     11. Thomas N. Stilwell (R)
Iowa
(6 repubblicani)
     1. James F. Wilson (R)
     2. Hiram Price (R)
     3. William B. Allison (R)
     4. Josiah B. Grinnell (R)
     5. John A. Kasson (R)
     6. Asahel W. Hubbard (R)
Kansas
(1 repubblicano)
     At-large. Sidney Clarke (R)
Kentucky
(5 democratici – 4 unionisti incondizionati)
     1. Lawrence S. Trimble (D)
     2. Burwell C. Ritter (D)
     3. Henry Grider (D), fino al 7 settembre 1866
     Elijah Hise (D), dal 3 dicembre 1866
     4. Aaron Harding (D)
     5. Lovell H. Rousseau (UU), fino al 21 luglio 1866 e dal 3 dicembre 1866
     6. Green C. Smith (UU), fino al luglio 1866
     Andrew H. Ward (D), dal 3 dicembre 1866
     7. George S. Shanklin (D)
     8. William H. Randall (UU)
     9. Samuel McKee (UU)
Louisiana
     1. Vacante
     2. Vacante
     3. Vacante
     4. Vacante
     5. Vacante
Maine
(5 repubblicani)
     1. John Lynch (R)
     2. Sidney Perham (R)
     3. James G. Blaine (R)
     4. John H. Rice (R)
     5. Frederick A. Pike (R)
Maryland
(3 unionisti incondizionati – 2 democratici)
     1. Hiram McCullough (D)
     2. Edwin H. Webster (UU),  fino al luglio 1865
     John L. Thomas Jr. (UU), dal 4 dicembre 1865
     3. Charles E. Phelps (UU)
     4. Francis Thomas (UU)
     5. Benjamin G. Harris (D)
Massachusetts
(10 repubblicani)
     1. Thomas D. Eliot (R)
     2. Oakes Ames (R)
     3. Alexander H. Rice (R)
     4. Samuel Hooper (R)
     5. John B. Alley (R)
     6. Daniel W. Gooch (R), fino al 1º settembre 1865
     Nathaniel P. Banks (R), dal 4 dicembre 1865
     7. George S. Boutwell (R)
     8. John D. Baldwin (R)
     9. William B. Washburn (R)
     10. Henry L. Dawes (R)
Michigan
(6 repubblicani)
     1. Fernando C. Beaman (R)
     2. Charles Upson (R)
     3. John W. Longyear (R)
     4. Thomas W. Ferry (R)
     5. Rowland E. Trowbridge (R)
     6. John F. Driggs (R)
Minnesota
(2 repubblicani)
     1. William Windom (R)
     2. Ignatius L. Donnelly (R)
Mississippi
     1. Vacante
     2. Vacante
     3. Vacante
     4. Vacante
     5. Vacante
Missouri
(8 repubblicani – 1 democratico)
     1. John Hogan (D)
     2. Henry T. Blow (R)
     3. Thomas E. Noell (R)
     4. John R. Kelso (IR)
     5. Joseph W. McClurg (R)
     6. Robert T. Van Horn (R)
     7. Benjamin F. Loan (R)
     8. John F. Benjamin (R)
     9. George W. Anderson (R)
Nebraska
(1 repubblicano)
     At-large. Turner M. Marquette (R), dal 2 marzo 1867 (nuovo stato)
Nevada
(1 repubblicano)
     At-large. Delos R. Ashley (R)
New Hampshire
(3 repubblicani)
     1. Gilman Marston (R)
     2. Edward H. Rollins (R)
     3. James W. Patterson (R)
New Jersey
(3 democratici – 2 repubblicani)
     1. John F. Starr (R)
     2. William A. Newell (R)
     3. Charles Sitgreaves (D)
     4. Andrew J. Rogers (D)
     5. Edwin R. V. Wright (D)
New York
(20 repubblicani – 11 democratici)
     1. Stephen Taber (D)
     2. Teunis G. Bergen (D)
     3. James Humphrey (R), fino al 16 giugno 1866
     John W. Hunter (D), dal 4 dicembre 1866
     4. Morgan Jones (D)
     5. Nelson Taylor (D)
     6. Henry J. Raymond (R)
     7. John W. Chanler (D)
     8. James Brooks (D), fino al 7 aprile, 1866
     William E. Dodge (R), dal 7 aprile 1866
     9. William A. Darling (R)
     10. William Radford (D)
     11. Charles H. Winfield (D)
     12. John H. Ketcham (R)
     13. Edwin N. Hubbell (D)
     14. Charles Goodyear (D)
     15. John Augustus Griswold (R)
     16. Orlando Kellogg (R), fino al 24 agosto 1865
     Robert S. Hale (R), dal 3 dicembre 1865
     17. Calvin T. Hulburd (R)
     18. James M. Marvin (R)
     19. Demas Hubbard Jr. (R)
     20. Addison H. Laflin (R)
     21. Roscoe Conkling (R)
     22. Sidney T. Holmes (R)
     23. Thomas T. Davis (R)
     24. Theodore M. Pomeroy (R)
     25. Daniel Morris (R)
     26. Giles W. Hotchkiss (R)
     27. Hamilton Ward Sr. (R)
     28. Roswell Hart (R)
     29. Burt Van Horn (R)
     30. James M. Humphrey (D)
     31. Henry H. Van Aernam (R)
Ohio
(17 repubblicani – 2 democratici)
     1. Benjamin Eggleston (R)
     2. Rutherford B. Hayes (R)
     3. Robert C. Schenck (R)
     4. William Lawrence (R)
     5. Francis C. Le Blond (D)
     6. Reader W. Clarke (R)
     7. Samuel Shellabarger (R)
     8. James R. Hubbell (R)
     9. Ralph P. Buckland (R)
     10. James M. Ashley (R)
     11. Hezekiah S. Bundy (R)
     12. William E. Finck (D)
     13. Columbus Delano (R)
     14. Martin Welker (R)
     15. Tobias A. Plants (R)
     16. John Bingham (R)
     17. Ephraim R. Eckley (R)
     18. Rufus P. Spalding (R)
     19. James A. Garfield (R)
Oregon
(1 repubblicano)
     At-large. James H. D. Henderson (R)
Pennsylvania
(15 repubblicani – 9 democratici)
     1. Samuel J. Randall (D)
     2. Charles O'Neill (R)
     3. Leonard Myers (R)
     4. William D. Kelley (R)
     5. M. Russell Thayer (R)
     6. Benjamin M. Boyer (D)
     7. John M. Broomall (R)
     8. Sydenham E. Ancona (D)
     9. Thaddeus Stevens (R)
     10. Myer Strouse (D)
     11. Philip Johnson (D), fino al 29 gennaio 1867
     12. Charles Denison (D)
     13. Ulysses Mercur (R)
     14. George F. Miller (R)
     15. Adam J. Glossbrenner (D)
     16. Alexander H. Coffroth (D), 19 febbraio 1866 – 18 luglio 1866
     William H. Koontz (R), dal 18 luglio 1866
     17. Abraham A. Barker (R)
     18. Stephen F. Wilson (R)
     19. Glenni W. Scofield (R)
     20. Charles V. Culver (R)
     21. John L. Dawson (D)
     22. James K. Moorhead (R)
     23. Thomas Williams (R)
     24. George V. Lawrence (R)
Rhode Island
(2 repubblicani)
     1. Thomas A. Jenckes (R)
     3. Nathan F. Dixon II (R)
Tennessee
(4 Unionisti Incondizionati, 4 Unionisti)
     1. Nathaniel G. Taylor (U), dal 24 luglio 1866
     2. Horace Maynard (UU), dal 24 luglio 1866
     3. William B. Stokes (UU), dal 24 luglio 1866
     4. Edmund Cooper (U), dal 24 luglio 1866
     5. William B. Campbell (U), dal 24 luglio 1866
     6. Samuel M. Arnell (UU), dal 24 luglio 1866
     7. Isaac R. Hawkins (U), dal 24 luglio 1866
     8. John W. Leftwich (UU), dal 24 luglio 1866
Texas
     1. Vacante
     2. Vacante
     3. Vacante
     4. Vacante
Vermont
(3 repubblicani)
     1. Frederick E. Woodbridge (R)
     2. Justin S. Morrill (R)
     3. Portus Baxter (R)
Virginia
     1. Vacante
     2. Vacante
     3. Vacante
     4. Vacante
     5. Vacante
     6. Vacante
     7. Vacante
Virginia Occidentale
(3 Unionisti Incondizionati)
     1. Chester D. Hubbard (UU)
     2. George R. Latham (UU)
     3. Kellian Whaley (UU)
Wisconsin
(5 repubblicani – 1 democratico)
     1. Halbert E. Paine (R)
     2. Ithamar C. Sloan (R)
     3. Amasa Cobb (R)
     4. Charles A. Eldredge (D)
     5. Philetus Sawyer (R)
     6. Walter D. McIndoe (R)
Membri non votanti
(6 repubblicani – 3 democratici)
     Arizona. John N. Goodwin (R)
     Colorado. Allen A. Bradford (R)
     Dakota. Walter A. Burleigh (R)
     Idaho. Edward D. Holbrook (D)
     Montana. Samuel McLean (D)
     Nebraska. Phineas W. Hitchcock (R), fino al 1º marzo 1867
     Nuovo Messico. J. Francisco Chaves (R)
     Utah. William H. Hooper (D)
     Washington. Arthur A. Denny (R)